# Club de Básquetbol Soles de Mexicali
I Soles de Mexicali sono una società cestistica avente sede a Mexicali, in Messico. Fondata nel 2005, gioca nel campionato messicano.
Disputa le partite interne nell'Auditorio del Estado, che ha una capacità di 4.400 spettatori.

## Palmarès
- Campionati messicani: 2

2006, 2015